# Bruno Paprowsky

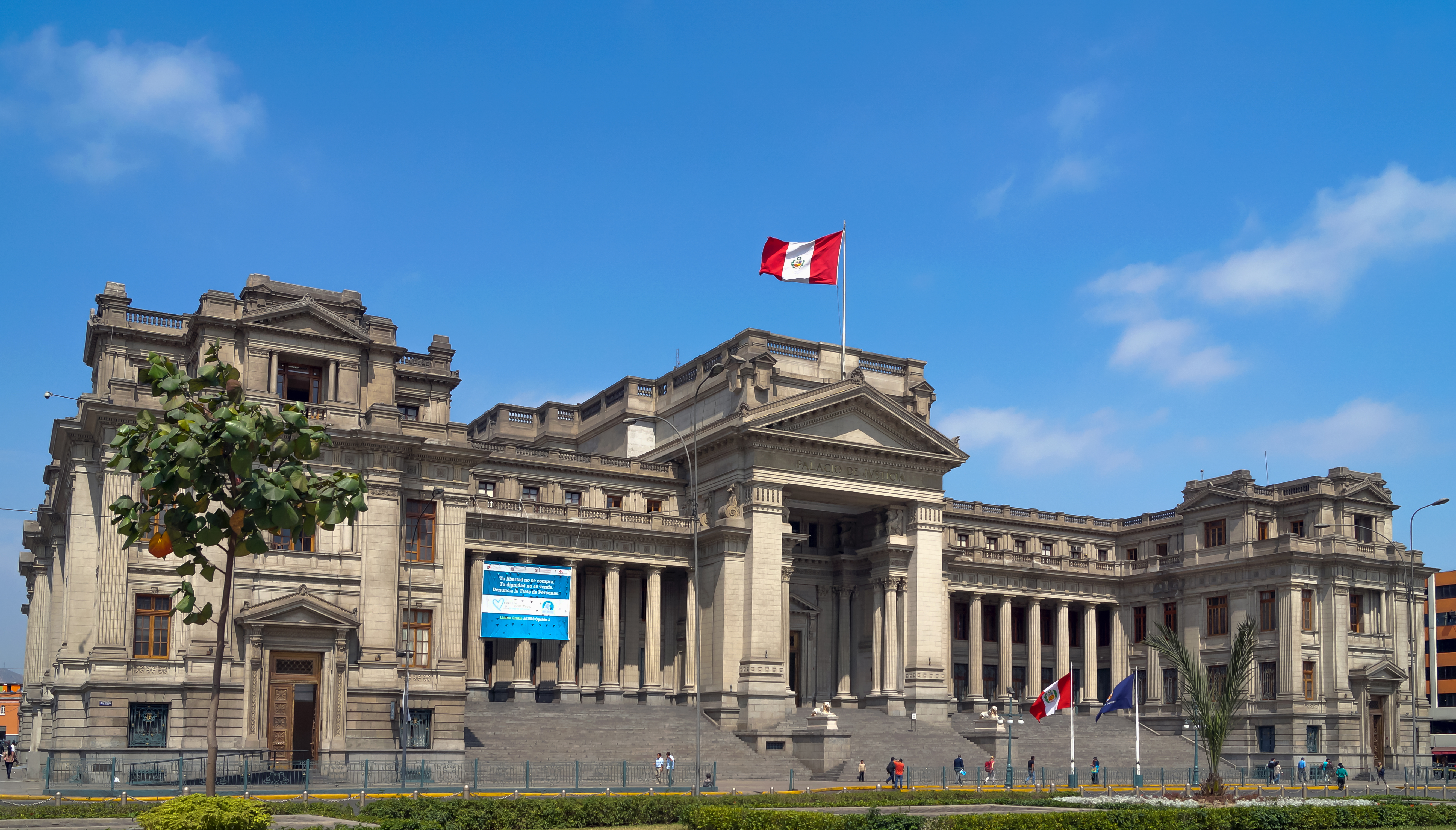
Bruno Paprowsky, Palais de Justice de Lima (1929-1939), pastiche du Palais de Justice de Bruxelles.

Bruno Paprowsky est un architecte péruvien d'origine polonaise.
Il est diplômé de l'école Wawelberg et Rothwand de Varsovie et a fait ses études d'architecte à l'École nationale supérieure des beaux-arts de Paris. Au cours de ses études, il a épousé Eugenia Lenard.
Dans les années de la Première Guerre mondiale, il a servi dans les légions polonaises, où il a servi le grade de lieutenant-colonel. 
Après la guerre, il est allé en Amérique latine. Là, il a créé des projets pour de nombreux bâtiments publics, notamment Palais de Justice de Lima, siège de la Cour suprême péruvienne, ainsi que le Panthéon des héros à Asunción. Il a également enseigné l'architecture à l' Universidad Nacional de Ingeniería.
Le premier grand projet mis en œuvre a été le gymnase et la chapelle Sainte-Marie-Euphrasie. Dans les années suivantes, il est devenu professeur (après Edward Habich et Ryszard de Jax Małachowski) de la cathédrale d'architecture de l'Université de technologie de Lod.
Il est mort en 1949 à Asunción et a été enterré à Posadas, en Argentine.